# Níjnie Khomiaki
Níjnie Khomiaki (en rus: Нижние Хомяки) és un poble del krai de Perm, a Rússia, que en el cens del 2010 tenia 5 habitants.